# Лесьневиці (Мазовецьке воєводство)
Лесьневиці (пол. Leśniewice) — село в Польщі, у гміні Гостинін Ґостинінського повіту Мазовецького воєводства.
Населення — 261 особа (2011).
У 1975-1998 роках село належало до Плоцького воєводства.

## Демографія
Демографічна структура станом на 31 березня 2011 року:
|          | Загалом | Допрацездатний вік | Працездатний вік | Постпрацездатний вік |
| -------- | ------- | ------------------ | ---------------- | -------------------- |
| Чоловіки | 133     | 29                 | 94               | 10                   |
| Жінки    | 128     | 34                 | 74               | 20                   |
| Разом    | 261     | 63                 | 168              | 30                   |